# NGC 226
NGC 226 je galaksija u zviježđu Andromeda.

## Vanjske poveznice
- SEDS: NGC 0226